# Dendrobium nitidissimum
Dendrobium nitidissimum är en orkidéart som beskrevs av Heinrich Gustav Reichenbach. Dendrobium nitidissimum ingår i släktet Dendrobium, och familjen orkidéer. Inga underarter finns listade i Catalogue of Life.